# Güzelyurt, Düziçi
Güzelyurt là một xã thuộc huyện Düziçi, tỉnh Osmaniye, Thổ Nhĩ Kỳ. Dân số thời điểm năm 2010 là 292 người.